# GSC2626-1368
GSC2626-1368 — хімічно пекулярна зоря спектрального класу A, що має видиму зоряну величину в смузі V приблизно  9,6.